# Hnátnice
Hnátnice település Csehországban, az Ústí nad Orlicí-i járásban. Hnátnice Libchavy, Písečná, Dolní Dobrouč, Letohrad és Žampach településekkel határos. Lakosainak száma 803 fő (2024. január 1.).

## Népesség
A település lakosságának változását az alábbi diagram mutatja:
| Lakosok száma | 1501 | 1624 | 1439 | 1054 | 933  | 843  | 847  | 828  | 809  | 803  |
|               | 1869 | 1890 | 1921 | 1950 | 1980 | 2001 | 2017 | 2019 | 2022 | 2024 |